# 恰普雷金
53°15′N 39°58′E / 53.250°N 39.967°E
恰普雷金（俄语：Чаплы́гин）是俄羅斯利佩茨克州的一個城市，位於利佩茨克以北85公里。2002年人口20,133人。
17世紀建立，1778年設市。1948年以醫生謝爾蓋·恰普雷金為名。